# Peperomia acuminata
Peperomia acuminata är en pepparväxtart som beskrevs av Ruiz & Pav.. Peperomia acuminata ingår i släktet peperomior, och familjen pepparväxter. Inga underarter finns listade i Catalogue of Life.